# Babat Banyuasin
Babat Banyuasin is een bestuurslaag in het regentschap Musi Banyuasin van de provincie Zuid-Sumatra, Indonesië. Babat Banyuasin telt 7516 inwoners (volkstelling 2010).